# Villanova del Ghebbo
Villanova del Ghebbo är en ort och kommun i provinsen Rovigo i regionen Veneto i Italien. Kommunen hade 1 983 invånare (2018).